# 8819 Chrisbondi
8819 Chrisbondi eller 1985 RR4 är en asteroid i huvudbältet som upptäcktes den 14 september 1985 av den belgiske astronomen Henri Debehogne vid La Silla-observatoriet. Den är uppkallad efter Christine Bondi.
Asteroiden har en diameter på ungefär 5 kilometer och den tillhör asteroidgruppen Gefion.